# Chassigny (meteorit)
Meteorit Chassigny je bil prvi meteorit za katerega so že v začetku 80-tih let dvajsetega stoletja trdili, da izvira z Marsa. Na Zemljo je padel 3. oktobra 1815 ob 8:00 v kraju Chassigny v departmaju Haute-Marne v Franciji.
Imel je maso približno 4 kg. Sestavlja pa ga v glavnem mineral dunit (90 % olivina in nekaj piroksena ter kromita). Po njem so kot posebna vrsta Marsovih meteoritov dobili ime časigniti.
Meteorit Chassigny je pomemben zato, ker za razliko od ostalih Marsovih meteoritov vsebuje žlahtne pline v drugačni sestavi kot so sedaj v atmosferi Marsa.